# Nibelungenbrücke (Linz)

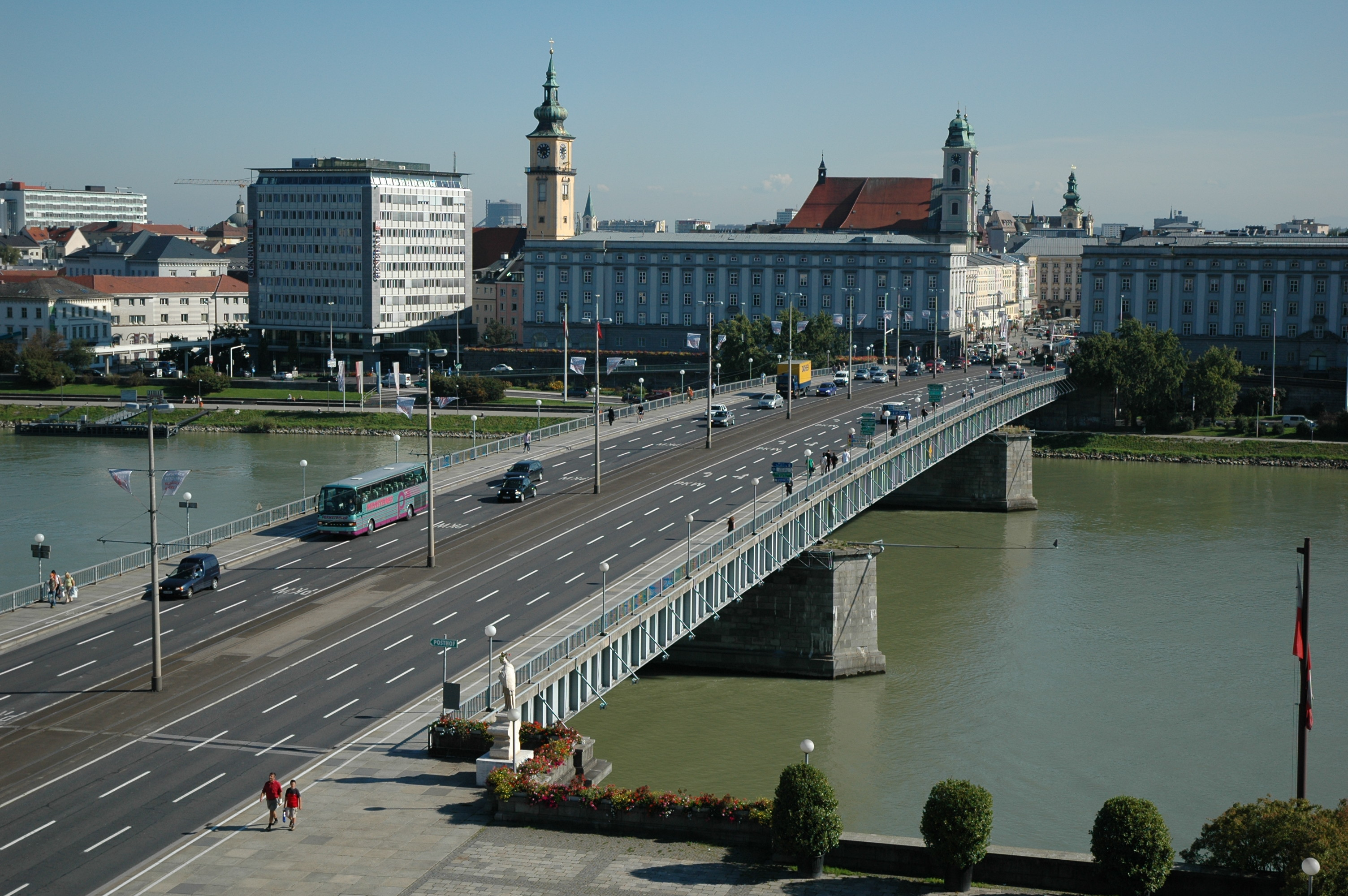
Die Nibelungenbrücke, vom Dach des Neuen Rathauses in Urfahr. Zwei massive Betonpfeiler tragen die Stahlkonstruktion

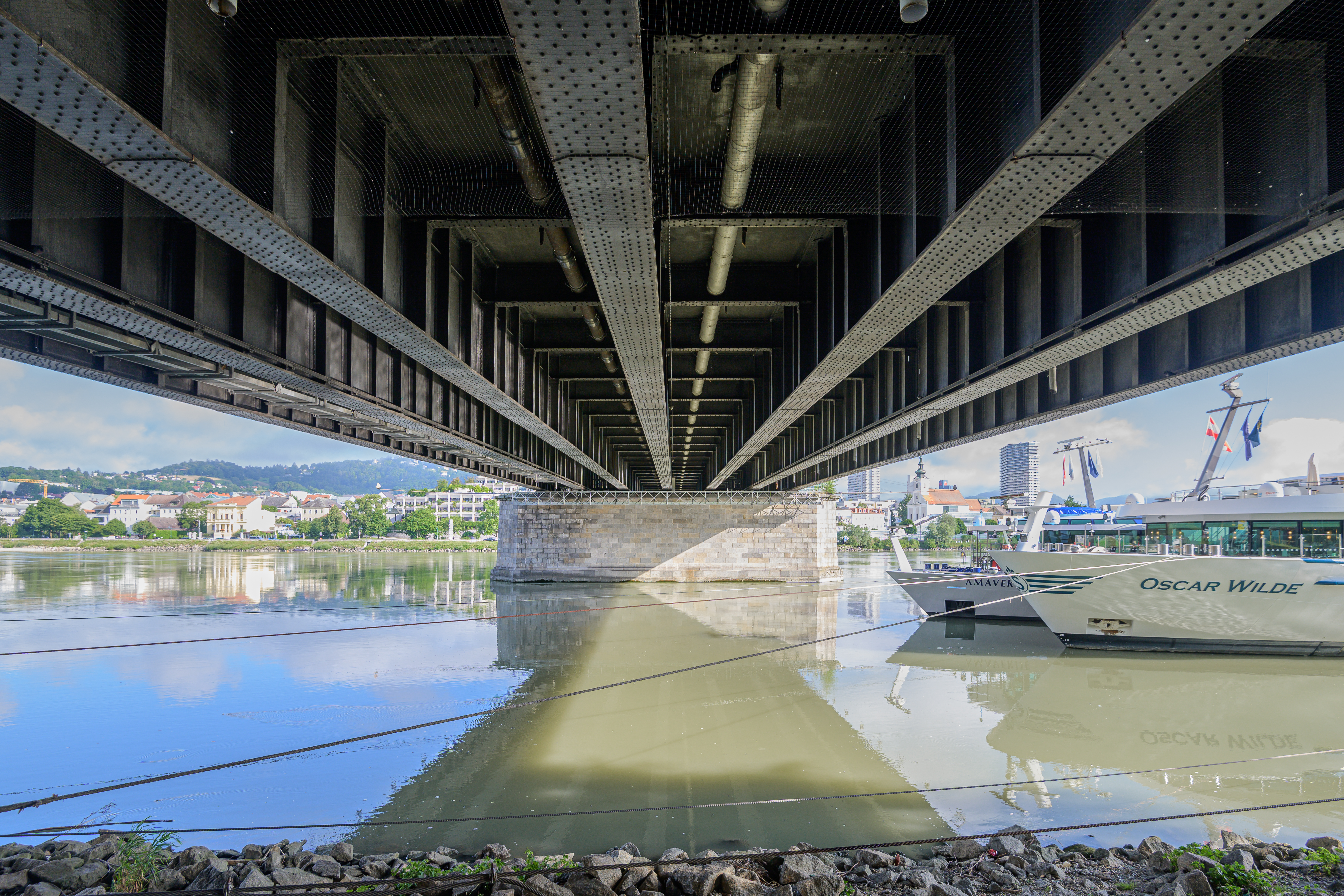
Unteransicht mit Blick nach Urfahr

Die Nibelungenbrücke in Linz verbindet die Stadtteile Innenstadt und Urfahr. Sie verläuft in nord-südlicher Richtung über die Wasserstraße Donau und ist 250 Meter lang, 30 Meter breit und liegt auf zwei Betonpfeilern. Die Brückendurchfahrtsbreite zwischen den Pfeilern beträgt 90,1 Meter, die Durchfahrtshöhe 7,52 m bei Normpegel. Die Brücke wurde 1938 bis 1940 errichtet direkt neben der Stelle, an der bereits um 1500 die erste und lange Zeit einzige Linzer Brücke errichtet wurde. Die alte wurde nach Fertigstellung der neuen abgerissen.
Die Stauwurzel des Kraftwerks Abwinden-Asten liegt – etwas mit dem Durchfluss und der Wehrhaltung variierend – ein Stück unterhalb der Brücke. Ab dort wird der Wasserspiegel fast waagrecht, nimmt die Strömungsgeschwindigkeit ab und die Ablagerung von Schotter und Schlamm zu. In den 1980er Jahren war die Donau hier – nach langem – ein letztes Mal zugefroren.

## Ausstattung

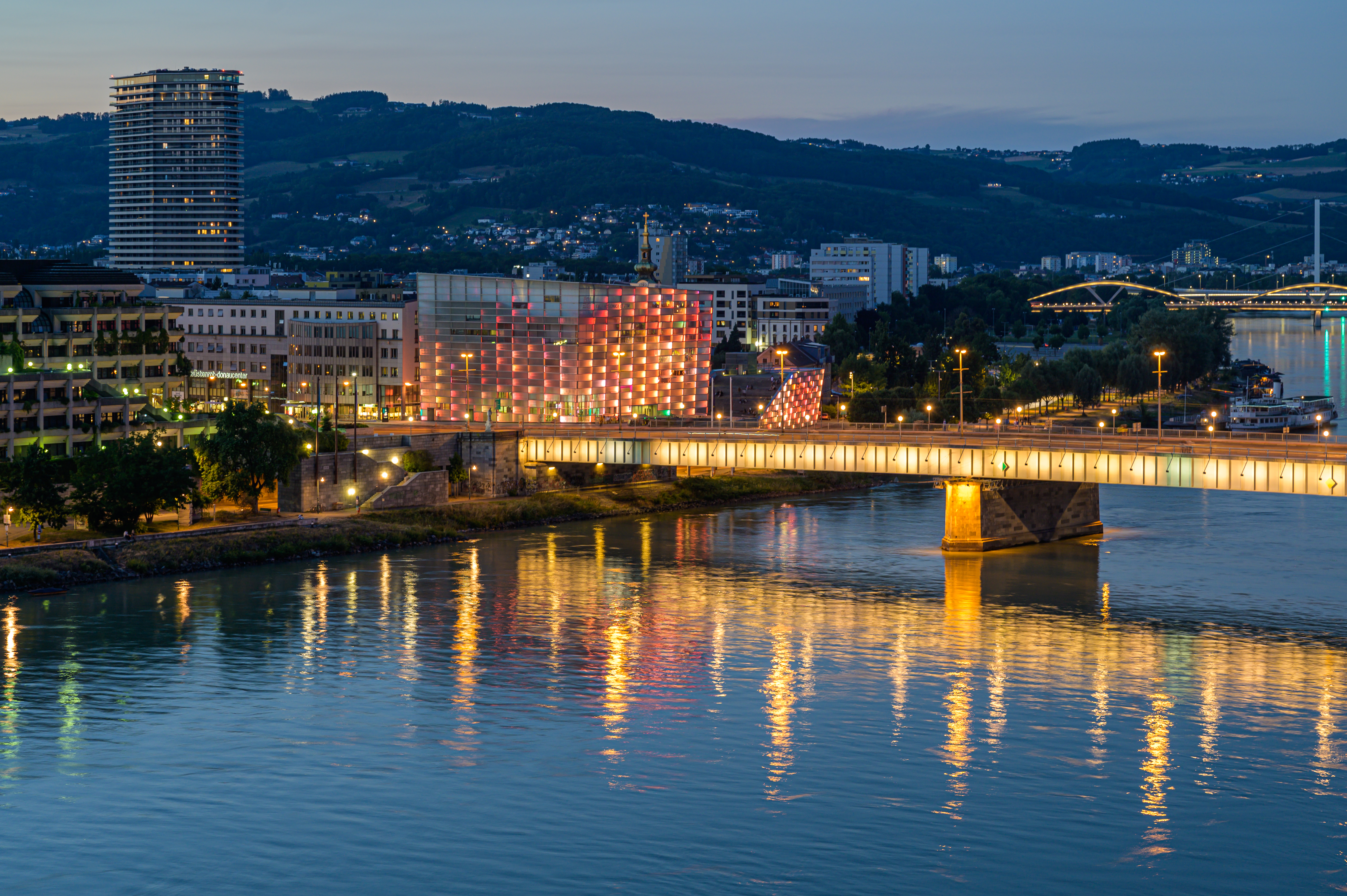
Abendliche Ansicht der Urfahraner Seite mit Beleuchtung

Die Nibelungenbrücke hat sechs Fahrstreifen (je drei in beide Richtungen), 900-mm-Straßenbahngleise in der Mitte sowie seitlich und etwa 20 cm erhöht Gehwege mit je einer Einrichtungs-Radfahrspur,  belegt mit etwa 1 m großen quadratischen Granitplatten an beiden Rändern der Brücke.
Mittig ragt eine Reihe von 9 Stück 12 m hohen Masten auf, die die Straßenbahnoberleitung, Flaggen und Leuchten tragen – jeweils zwei nebeneinander. Die seitlichen Geländer wurden um 1990 von 90 auf 110 cm erhöht und tragen je 17 Kugelleuchten in 3,5 m Höhe.
Das Tragwerk ist seit etwa 2009 markant beleuchtet (angestrahlt von je 49<17  schrägen Auslegern), schildert die Fahrtrinne für die Schifffahrt auf der Wasserstraße aus und trägt ober- und unterwasserseitig oberhalb beider Stützpfeiler Radarreflektoren an waagrechten, abgespannten Auslegern.
Im Bett des Gehsteigs und geborgen in der Unterseite des Tragwerks liegen verschiedene Versorgungsleitungen.

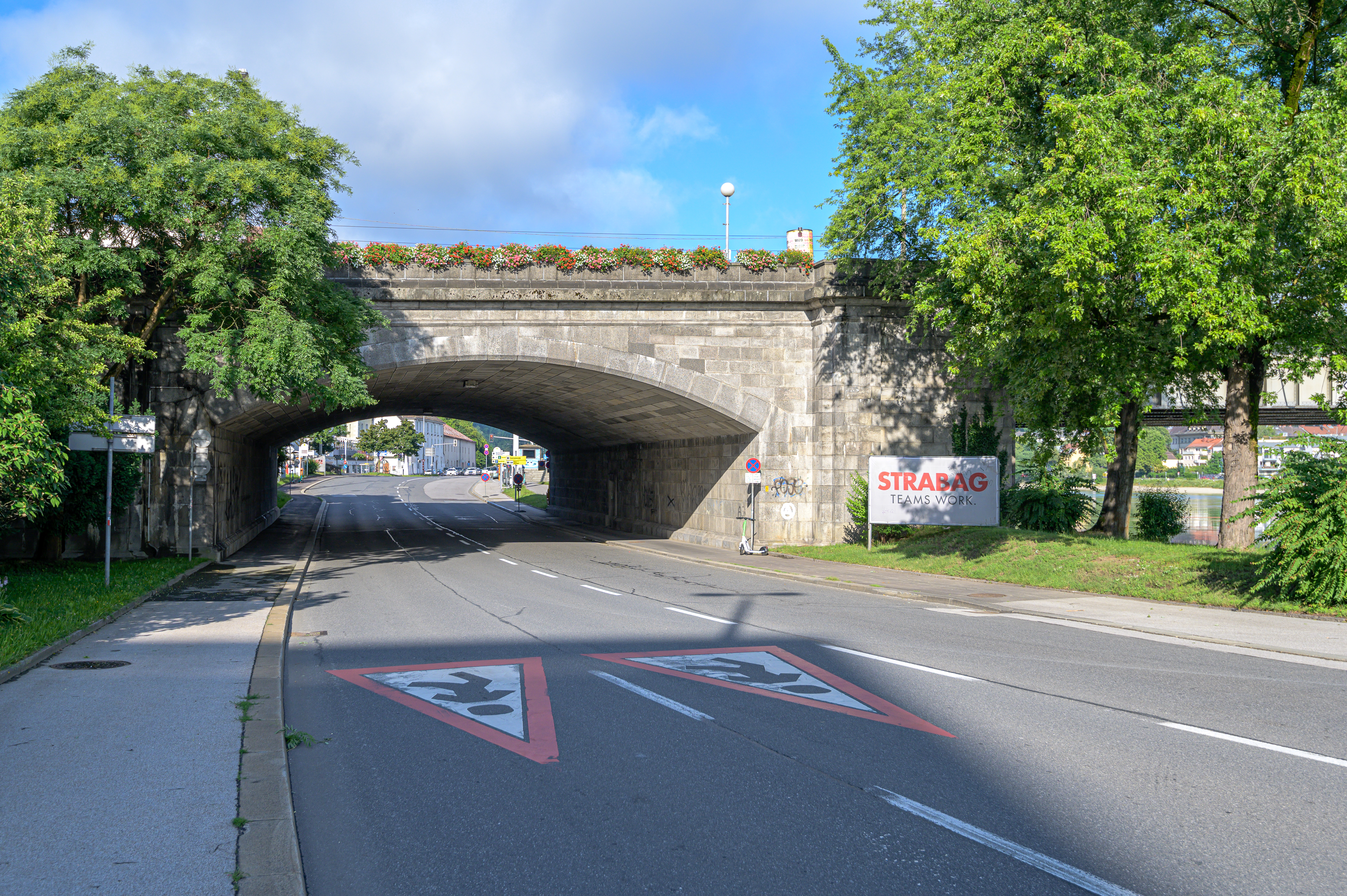
Vorlandbrücke an der Donaulände
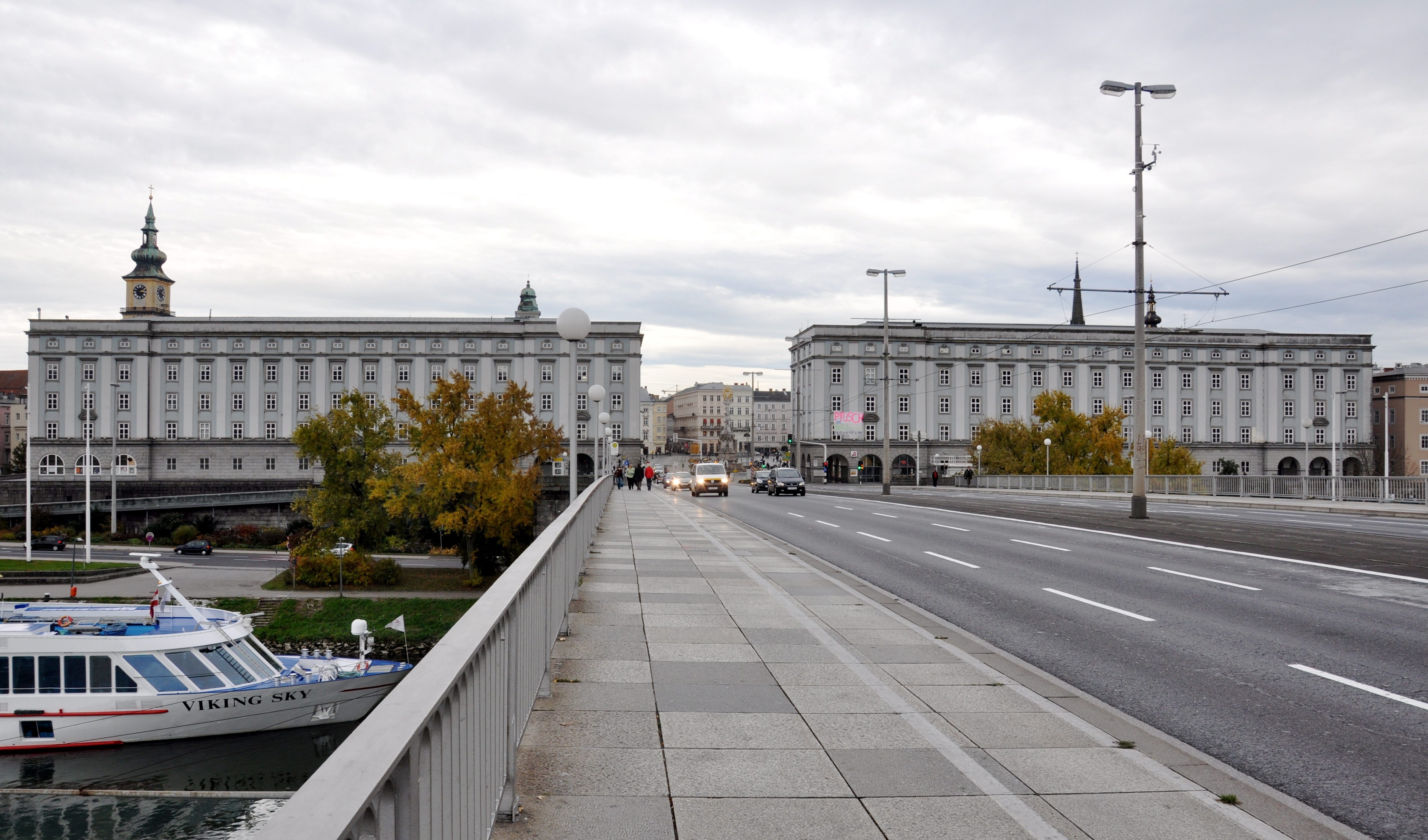
Fahrfläche und Gehsteig mit Blick zu den Brückenkopfgebäuden an der Südseite

## Geschichte

### Frühere Brücken an derselben Stelle
An Stelle der Nibelungenbrücke befand sich bereits ab 1497 und Wiederherstellung 1501 eine hölzerne Brücke, die zum einen das Dorf Urfahr mit der Stadt Linz verband, aber zum anderen die viel wichtigere Funktion einer Verbindung zwischen allen südlich der Donau gelegenen Ländereien mit allen nördlich der Donau gelegenen darstellte. Die Erlaubnis zum Bau dieser ersten Donaubrücke (es war nach Wien 1439 und Krems/Mautern 1463 die dritte Donaubrücke im Herzogtum Österreich überhaupt) in Linz stammte vom römisch-deutschen König und späteren Kaiser Maximilian I., der dies am 3. März 1497 im sogenannten „Brückenbrief“ gestattete.
Ab etwa 1832 führten erstmals auch Gleise über die Brücke, da die Pferdeeisenbahn Budweis–Linz–Gmunden zwischen Budweis und Linz fertiggestellt wurde. 1869 wurde an derselben Stelle mit dem Bau einer eisernen Brücke begonnen, die 1872 fertiggestellt wurde. Auf der Urfahraner Seite mündete die Reichsstraßen-Donaubrücke nun jedoch nicht mehr ins „Platzl“, sondern in den Hinsenkampplatz. Als ab 1880, als die erste Pferdetramwaystrecke zwischen dem Linzer Hauptbahnhof und dem Urfahraner Hinsenkampplatz errichtet wurde, der Schienenverkehr immer mehr zunahm, merkte man bald, dass die Brücke zu schmal konzipiert war, um auch genügend Platz für Fußgänger und Kutschenverkehr übrig zu haben. Pläne für eine neue Brücke konnten aber lange nicht verwirklicht werden.

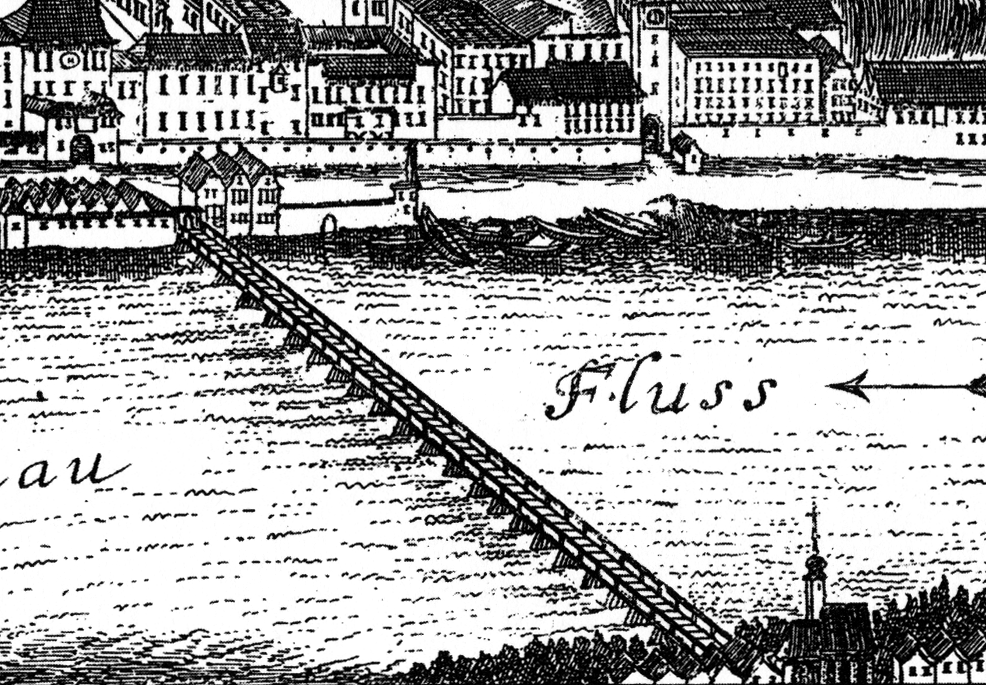
Ausschnitt aus einer 1674 erschienenen Stadtansicht G. M. Vischers
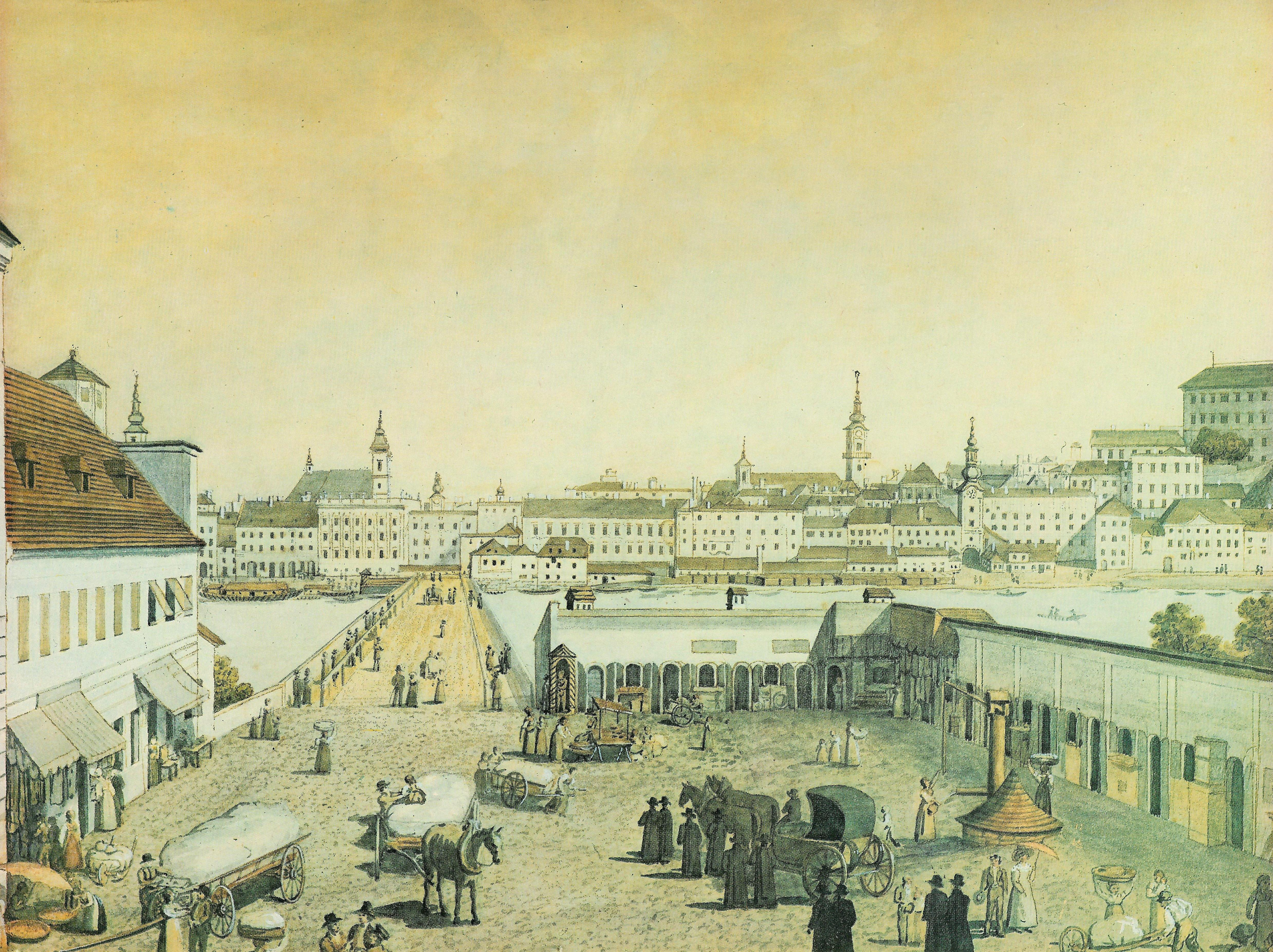
Hölzerne Brücke zwischen dem Linzer Hauptplatz und dem „Platzl“ in Urfahr um 1830.
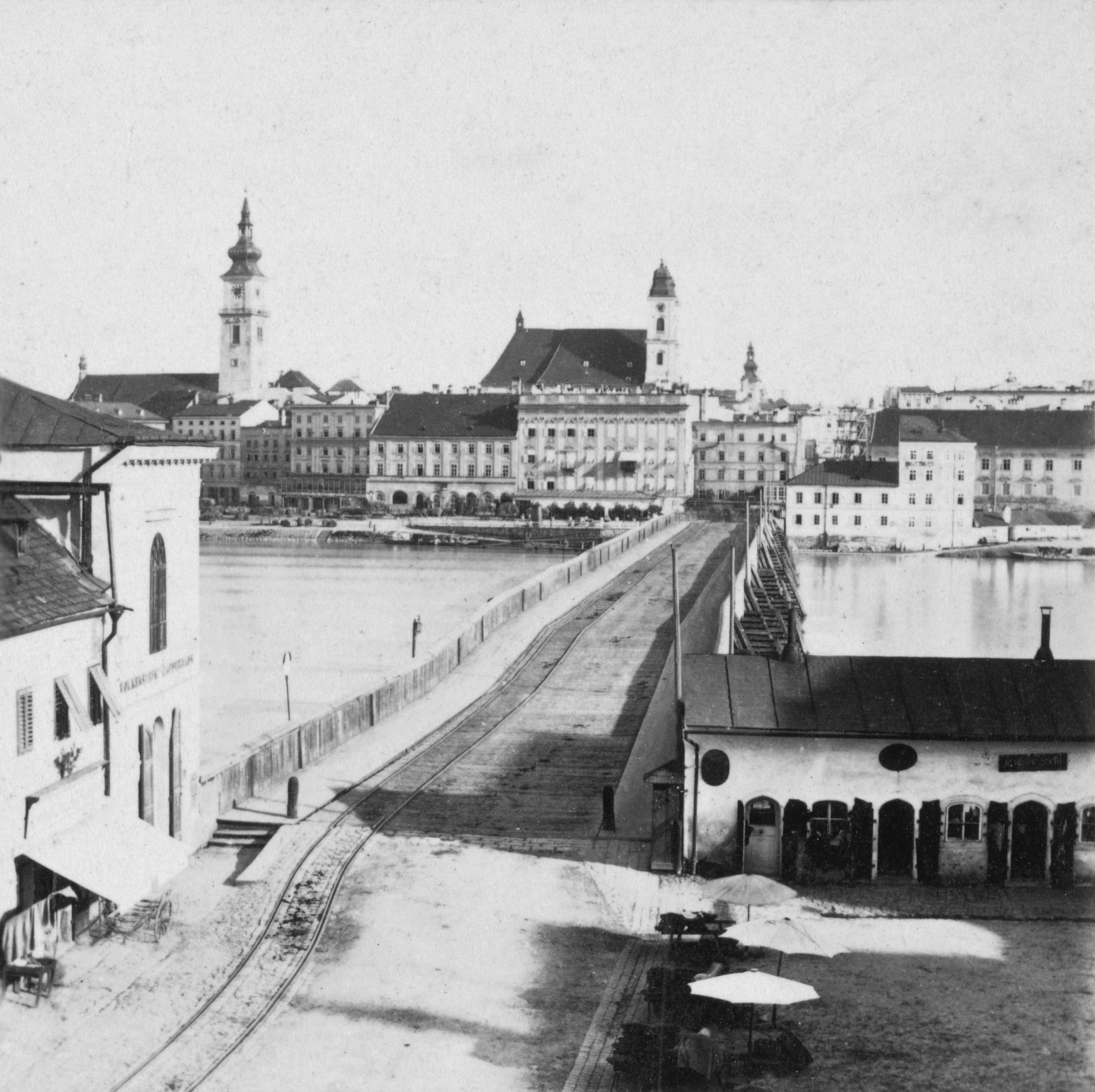
Hölzerne Brücke mit Geleisen um 1857. Blick von Urfahr nach Linz
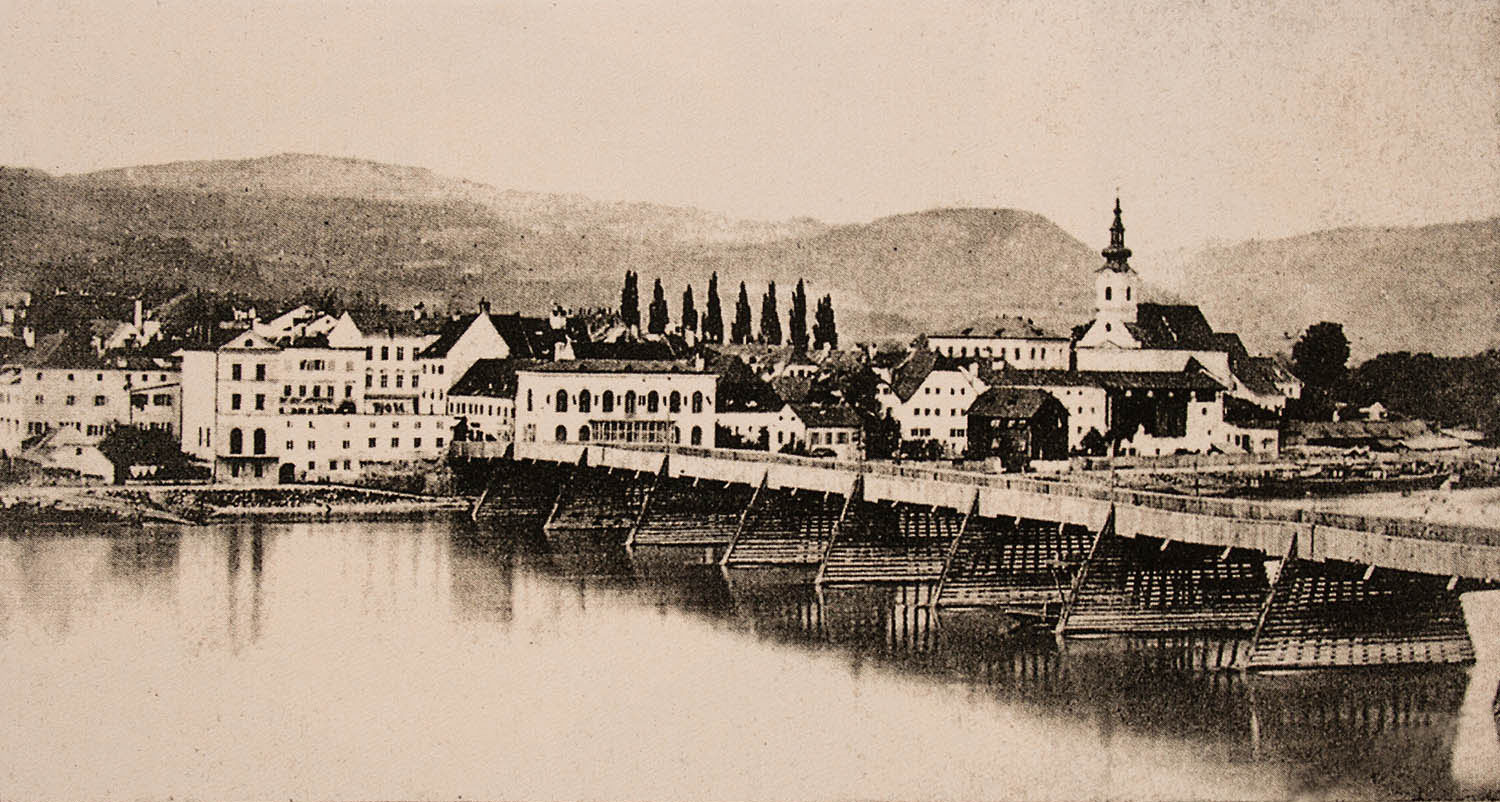
Seitliche Ansicht mit Blick nach Urfahr (um 1860)
Reichsstraßen-Donaubrücke, eiserne Brücke im Jahr 1910

### Wunsch nach einer größeren Brücke
Dem Wunsch nach einer neuen Brücke schloss sich auch der junge Adolf Hitler an, der in Leonding aufwuchs und zeitweise in Linz die K. k. Staats-Realschule besuchte. Erhaltene Skizzen zeigen, dass Hitler bereits 1925 konkrete Vorstellungen von einer neuen Brücke hatte. Nach dem sogenannten Anschluss im März 1938 übernahm Hitler die „Patenschaft“ über die Stadt und ernannte Linz zu einer der Führerstädte mit dem Ziel, die Stadt zu einem wirtschaftlichen und kulturellen Zentrum auszubauen. Diese Pläne sahen tiefgreifende Umbaumaßnahmen vor, die neben einer Neugestaltung der Donauufer die Errichtung einer sogenannten „Kulturachse“ einschlossen. Von diesen Planungen wurden ab 1938 nur geringe Teile – etwa nur die zwei südlichen und nicht die nördlichen Brückenkopfgebäude – umgesetzt; die umfangreichen Eingemeindungen im Norden und Süden sowie die damit einhergehenden Wohnbaumaßnahmen wurden durchgeführt.

### Bau der Nibelungenbrücke
Im Zuge der nationalsozialistischen Ausbaupläne für die „Führerstadt Linz“ wurden der Ingenieur Karl Schaechterle und der Architekt Friedrich Tamms mit den Planungen einer neuen Linzer Donaubrücke an Stelle der alten beauftragt, die Bauleitung ging an den Linzer Werner Sarlay. Der Brückenentwurf, eine Vollwandträgerbrücke mit drei Öffnungen und Stützweiten von 75 Metern bei den Randfeldern sowie von 100 Metern bei der Mittelöffnung, wurde im Sommer 1938 genehmigt. Im September desselben Jahres begann man mit den Bauarbeiten; 1940 war die Brücke fertig.
Die genaue Herkunft des Namens „Nibelungenbrücke“ lässt sich nicht mehr eindeutig klären; nach zeitgenössischen Quellen findet sich nur die Angabe, dass die Namensgebung auf die nicht näher ausgeführten „Väter der Brücke“ zurückgeht. Er verweist auf den Mythos des „Nibelungenwegs“, auf dem die germanischen Sagenfiguren Kriemhild und ihre Brüder auf dem Weg zum Hunnenkönig Etzel die Gegend des heutigen Linz gestreift haben sollen. Weitere Bezugnahme auf die Nibelungensage sollten vier sechseinhalb Meter hohe Reiterstandbilder der bedeutendsten Nibelungenfiguren („Siegfried“, „Kriemhild“, „Gunter“ und „Brunhild“) schaffen. Zwei weitere Statuen, „Hagen“ und „Volker“, sollten die Brückenaufgangsstiege in Urfahr zieren. Aufgrund des Krieges kamen die von Hitler beim Bildhauer Bernhard Graf Plettenberg in Auftrag gegebenen Standbilder nicht zur Ausführung. Anlässlich eines Führerbesuches wurden zwei der Standbilder („Kriemhild“ und „Siegfried“) im Maßstab 1:1 von Plettenberg in Gips modelliert und für einige Monate auf der Brücke aufgestellt.
Gleichzeitig mit dem Bau der Nibelungenbrücke wurden einige Gebäude an beiden Donauufern abgerissen, um der breiteren sowie höheren Brücke Platz zu schaffen. Am direkt an die Nibelungenbrücke angrenzenden Linzer Hauptplatz wurden mehrere historistische Gebäude abgerissen, um durch die noch heute bestehenden „Brückenkopfgebäude“ ersetzt zu werden. Die beiden baugleichen Gebäude beherbergen zum einen Teile der Kunstuniversität Linz und zum anderen bis Mai 2008 das Finanzamt Linz. Auf der Urfahraner Seite konnten die Brückenkopfgebäude nicht mehr verwirklicht werden. Dies ermöglichte später den Bau des Neuen Rathauses und des Ars Electronica Centers.

### Nachkriegszeit

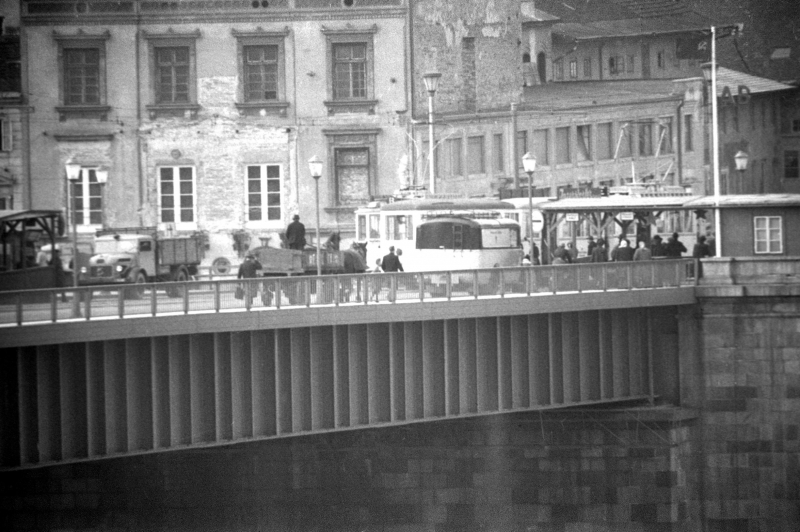
Sowjetische Zonengrenze 1952

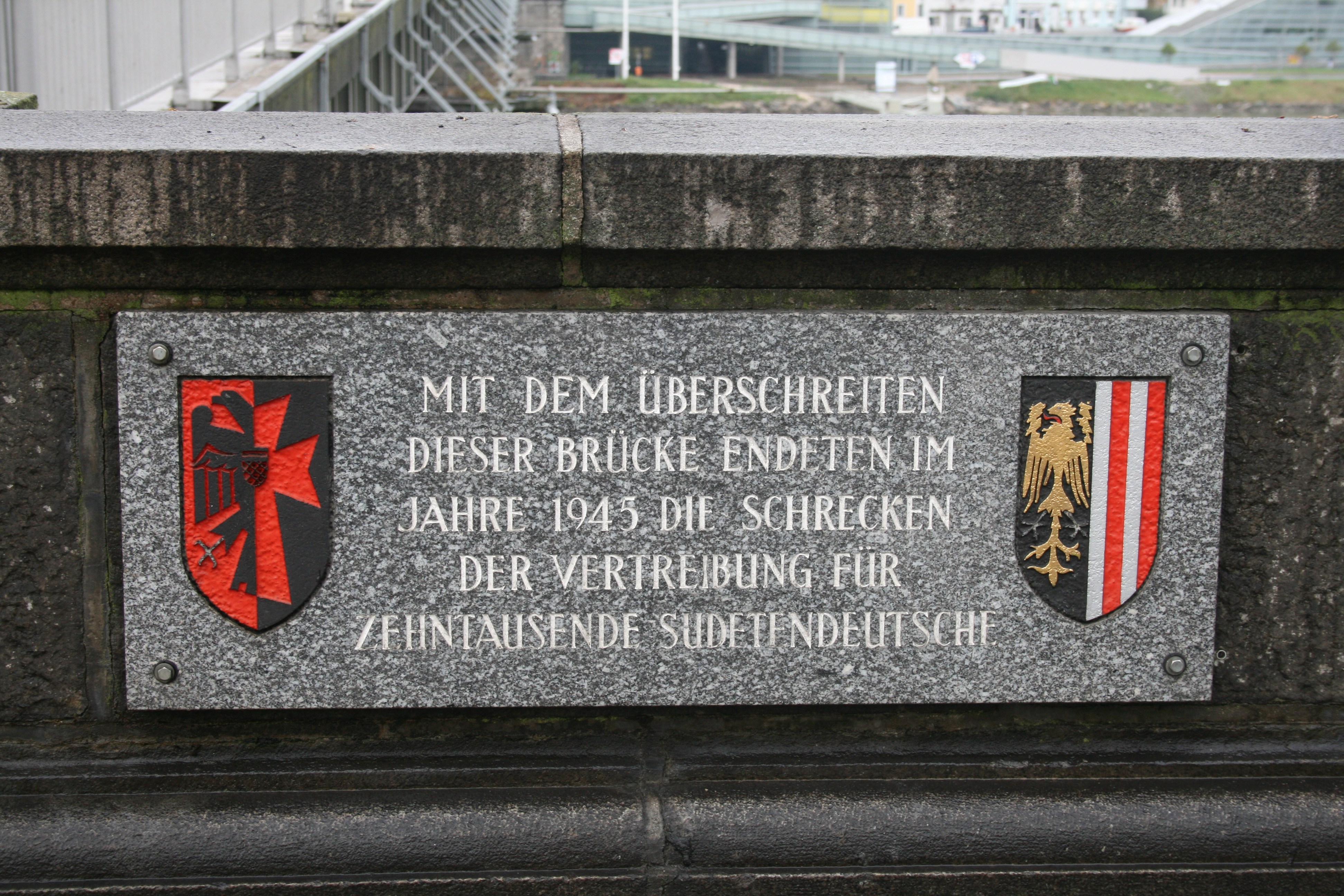
Gedenktafel; der Text bezieht sich indirekt auf die Besetzung

Im Zuge der Übergabe des Mühlviertels an die Sowjets verließen amerikanische Truppen am 31. Juli 1945 Urfahr. Bis zum 8. Juni 1953 gab es deshalb an der neuen sowjetischen Zonengrenze am Urfahraner Brückenkopf ständige Kontrollen des Personen- und Lastenverkehrs. Danach nur noch periodische. Die Linzer Bevölkerung feierte die Aufhebung der ständigen Kontrollen spontan. Landeshauptmann Heinrich Gleißner tanzte dabei mit Elmire Koref, Gattin des Linzer Bürgermeisters Ernst Koref, einen Walzer. Am 11. August 1955 kehrte das Mühlviertel wieder unter oberösterreichische Verwaltung zurück, damit war auch die Teilung der Stadt aufgehoben.

## Sonstiges
Am 9. November 1962 brachte die Österreichische Post zu diesem Motiv eine Dauermarke der Briefmarkenserie Österreichische Baudenkmäler im Wert von 2,50 Schilling heraus.

## Nachbarbrücken
Oberhalb über die Donau laufen die etwa 10 km entfernte Rollfähre Zweite Drahtseilbrücke Ottensheim (kostenpflichtig offen für Pkw), weiter oberhalb das Kraftwerk Ottensheim, das die Donau für Radverkehr überbrückt, und die Donaubrücke Aschach.
Stromabwärts befindet sich Eisenbahnbrücke; die 2021 fertiggestellte neue Brücke ist im Gegensatz zu ihrem Vorgängerbauwerk eine reine Straßenbrücke (zwei Fahrspuren, eine Busspur und beidseits Geh- und Radwege). Es folgen die VÖEST-Brücke (vignettenpflichtige Autobahn plus zwei Bypass-Brücken sowie gemischte Rad- und Gehwege) und die zwei Steyregger Brücken für Donau Straße B3 (getrennte Richtungsfahrbahnen, beidseits je ein Geh- und Radweg, jedoch ohne direkten Anschluss an die Radroute am linken Donauufer, sondern nur an B3 und L569 links des Sammelgerinnes für die Mühlviertler Bäche) bzw. Summerauer Bahn und das für Fußgänger und Radfahrer ganzjährig offenstehende Kraftwerk Abwinden-Asten.
Der Baubeginn für die Donautalbrücke für Kfz-Verkehr im Bereich westlich des Römerbergtunnels als Teil der Linzer Autobahn A 26 (mit Tunnel) erfolgte im Jänner 2019, eröffnet wurde sie im November 2024.
Etwas flussabwärts des Pleschinger Sees unterquert der Linzer Donaudüker seit 1978 mit Rohren für Trink- und Abwasser das Bett der Donau.